# Breznica, Bujanovac
Breznica (izvirno srbsko Брезница) je naselje v Srbiji, ki upravno spada pod Občino Bujanovac; slednja pa je del Pčinjskega upravnega okraja.

## Demografija
V naselju živi 822 polnoletnih prebivalcev, pri čemer je njihova povprečna starost 28,1 let (28,0 pri moških in 28,2 pri ženskah). Naselje ima 230 gospodinjstev, pri čemer je povprečno število članov na gospodinjstvo 5,92.
To naselje je, glede na rezultate popisa iz leta 2002, večinoma albansko, a v času zadnjih treh popisov je opazno zmanjšanje števila prebivalcev.
|  |

| Demografija | Demografija     | Demografija     |
| Leto        | Št. prebivalcev | Št. prebivalcev |
| ----------- | --------------- | --------------- |
|             |                 |                 |
|             |                 |                 |
|             |                 |                 |
|             |                 |                 |
| 1948        | 1146            |                 |
| 1953        | 1242            |                 |
| 1961        | 1331            |                 |
| 1971        | 1489            |                 |
| 1981        | 1555            |                 |
| 1991        | 1423            | 1305            |
| 2002        | 1974            | 1362            |
|             |                 |                 |

| Etnična sestava po popisu iz leta 2002 | Etnična sestava po popisu iz leta 2002 | Etnična sestava po popisu iz leta 2002 | Etnična sestava po popisu iz leta 2002 | Etnična sestava po popisu iz leta 2002 |
| -------------------------------------- | -------------------------------------- | -------------------------------------- | -------------------------------------- | -------------------------------------- |
| Albanci                                | Albanci                                |                                        | 1.334                                  | 97,94%                                 |
| Srbi                                   | Srbi                                   |                                        | 1                                      | 0,07%                                  |
| Neznano                                | Neznano                                |                                        | 11                                     | 0,80%                                  |